# Erta Ale
Erta Ale (ali Ertale ali Irta'ale; amharsko ኤርታሌ) je stalno aktiven bazaltni ščitni vulkan v regiji Afar v severovzhodni Etiopiji, ki je sama del širšega Afarskega trikotnika (golo puščavsko območje, ki prečka Džibuti, Etiopijo in Eritrejo). Vulkan je v Danakilski depresiji, območju na meji med Etiopijo in Eritrejo, ki je pod morsko gladino. Je najbolj aktiven vulkan v Etiopiji.

## Geologija
Erta Ale je visok 613 metrov z enim ali včasih dvema aktivnima jezeroma lave na vrhu, ki se občasno razlijeta na južni strani vulkana. Znana je po najdlje obstoječem jezeru lave, ki je prisotno vsaj od leta 1906. Vulkani z jezeri lave so redki: leta 2019 jih je bilo na svetu le osem.
Erta Ale v lokalnem afarskem jeziku pomeni 'gora, ki se kadi', njena najjužnejša jama pa je lokalno znana kot 'vrata v pekel'. Leta 2009 ga je preslikala skupina BBC s tridimenzionalnimi laserskimi tehnikami, da bi ekipa za preslikavo ohranila razdaljo in se izognila pekočim vročinam jezer.
Erta Ale je v trojnem stičišču Afar, kjer se razcepijo tri tektonske plošče: Afriška plošča, Arabska plošča in Somalijska plošča. Natančneje, leži skoraj na koncu južnega tektonskega jarka Rdečega morja, kjer poteka tektonsko širjenje (prek normalnih prelomov) v povezavi z magmatskimi vdori, da se ustvari nova oceanska skorja med Afriko in Arabijo. Vulkan je sestavljen predvsem iz mafične lave, ki je bila dvignjena na površje z dajkom med prelomi.
Večji izbruh se je zgodil 25. septembra 2005, ki je pobil 250 glav živine in prisilil tisoče bližnjih prebivalcev v beg. Avgusta 2007 je prišlo do nadaljnjega toka lave, zaradi česar so morali evakuirati na stotine ljudi, dva pa sta pogrešana. Nov izbruh se je začel 3. novembra 2008 v vulkanskem središču Alu-Dalafilla, na severnem koncu pogorja Erta Ale. Najnovejša eruptivna aktivnost se je začela januarja 2017 z izlivanjem tokov lave, ki segajo kilometre od odprtine, in je trajala do marca 2020; od takrat so se pojavili vulkanski impulzi, ki so trajali vsaj do aprila 2024.
- Pogled na Erta Ale iz baznega tabora
- Vulkan Erta Ale (EA) in Etiopsko višavje (EH), videno iz vesolja
- Jezero lave v kalderi Erta Ale
- Dejavnost jezera lave januarja 2018
- Polje suhe lave na vrhu

## Turizem
Erta Ale je najbolj redno obiskan vulkan v Danakilski depresiji. Vendar o vulkanu ni veliko znanega, okoliški teren pa je eden najbolj negostoljubnih na Zemlji, zaradi česar je potovanje težko in nevarno. Regija Afar doživlja tudi občasno etnično nasilje zaradi bojev za združitev domorodnih Afarcev. 17. januarja 2012 je bila skupina evropskih turistov napadena na Erta Ale. Pet turistov je bilo ubitih, dva vzeta za talca in sedem drugih ranjenih. Fronta revolucionarne demokratične enotnosti Afar (ARDUF) je prevzela odgovornost za napad in marca 2012 izpustila dva ugrabljena turista. En turistični vodnik priporoča najem »enega ali morda dveh oboroženih stražarjev ali policistov« kot vodnikov za obisk Erta Ale. Komercialna turistična podjetja ponujajo izlete v Erta Ale, ki jih običajno spremlja vojaško spremstvo.
Decembra 2017 je bil nemški turist smrtno ustreljen med spustom po Erta Ale.

## V popularni kulturi
Erta Ale je bila predstavljena v epizodi Volcano dokumentarne serije Earth: The Biography iz leta 2008. Jezero lave na Erta Ale je bilo na kratko prikazano med filmom Clash of the Titans iz leta 2010 med zaporedjem potovanja, kjer Perzej potuje v podzemlje. Erta Ale je predstavljena v dokumentarcu Wernerja Herzoga iz leta 2016, Into the Inferno.